# Anlagestiftung
Eine Anlagestiftung ist eine Stiftung nach Schweizer Recht mit dem Zweck zur gemeinsamen Anlage und Verwaltung von Vorsorgegeldern von Schweizer Vorsorgeeinrichtungen. Es handelt sich hierbei um eine besondere Kategorie von kollektiven Anlageformen.
Anlagestiftungen gelten als komplexe Gebilde. Sie unterliegen dem Schweizer Stiftungsrecht und unterstehen der Oberaufsichtskommission Berufliche Vorsorge (OAK BV). Diese hat auf der Grundlage verschiedener zur Anwendung kommenden Gesetze und Verordnungen Weisungen erlassen.
Der Anlegerkreis einer Anlagestiftung ist auf Vorsorgeeinrichtungen sowie sonstige der beruflichen Vorsorge dienende steuerbefreite Einrichtungen mit Sitz in der Schweiz limitiert. Von der Eidgenössischen Finanzmarktaufsicht (FINMA) beaufsichtigte Personen (i. d. R. Banken), welche kollektive Anlagen der Vorsorgeeinrichtungen verwalten, können ebenfalls bei einer Anlagestiftung aufgenommen werden.

## Rechtsgrundlagen
Die gesetzlichen Grundlagen bilden zum einen das Stiftungsrecht, zum anderen das Bundesgesetz über die berufliche Alters-, Hinterlassenen- und Invalidenvorsorge (BVG), die Verordnung über die Anlagestiftungen (ASV) sowie die Verordnung über die berufliche Alters-, Hinterlassenen- und Invalidenvorsorge (BVV 2). Daneben findet in Bezug auf Ausgestaltung der Organisationsstruktur und den Teilnehmerrechten auch das Gesellschaftsrecht zur Anwendung.
Die aufsichtsrechtliche Grundlage bildet die Verordnung über die Anlagestiftungen (ASV), welche per 1. Januar 2012 in Kraft getreten ist.

## Anlageformen
Für Anlagestiftungen gelten die gleichen, in der Verordnung über die berufliche Alters-, Hinterlassenen- und Invalidenvorsorge ausgestalteten, Anlagevorschriften wie für Vorsorgeeinrichtungen. Als zulässige Anlagen gelten demnach Wertschriften-Anlagen in Form von Aktien oder sonstige Beteiligungspapiere sowie Obligationen bzw. entsprechende Kollektivanlagen, Geldmarkt-Anlagen, Immobilien-Anlagen sowie in beschränkter Form alternative Anlagen. Für die einzelnen Anlageformen kommen bestimmte Einschränkungen sowohl in Bezug auf Quantität wie auch in Bezug auf Qualität zur Anwendung. Zudem soll die Anlagestiftung zur Aufrechterhaltung der Zahlungsbereitschaft auch über eine angemessene, aber nicht über die zu erwartenden Liquiditätsbedürfnisse hinausreichende, Liquiditätshaltung verfügen.
Eine besondere Form sind Immobilien-Anlagestiftungen. Diese investieren die ihr anvertrauten Gelder ausschliesslich in Immobilien.

## Anlagegruppen
Anleger der Anlagestiftung investieren ihr Vermögen in Anlagegruppen (z. B. eine Anlagegruppe für Obligationen in CHF, eine für Schweizer Aktien, eine für Emerging Markets Aktien etc.). Eine Anlagegruppe besteht aus gleichen und nennwertlosen Ansprüchen eines oder mehrerer Anleger. Die Anlagegruppen werden rechnerisch selbständig geführt und sind wirtschaftlich voneinander unabhängig. Sachen und Rechte, die zu einer Anlagegruppe gehören, werden im Konkurs der Anlagestiftung zugunsten von deren Anlegern abgesondert.